# جوك سالتر
جوك سالتر (بالإنجليزية: Jock Salter)‏ (3 أغسطس 1898 في المملكة المتحدة - 21 يونيو 1982 في المملكة المتحدة) هو لاعب كرة قدم بريطاني (وحمل سابقاً جنسية المملكة المتحدة لبريطانيا العظمى وأيرلندا) في مركز الهجوم. لعب مع نادي ساوثهامبتون وThornycrofts (Woolston) F.C. ‏.